# Cloten
Cloten (latino: Clutonus; inglese: Clothen; 630 circa) regnò su Dyfed e Brycheiniog uniti, in quanto marito di Ceindrych, figlia ed erede di re Rhiwallon di Brycheiniog.

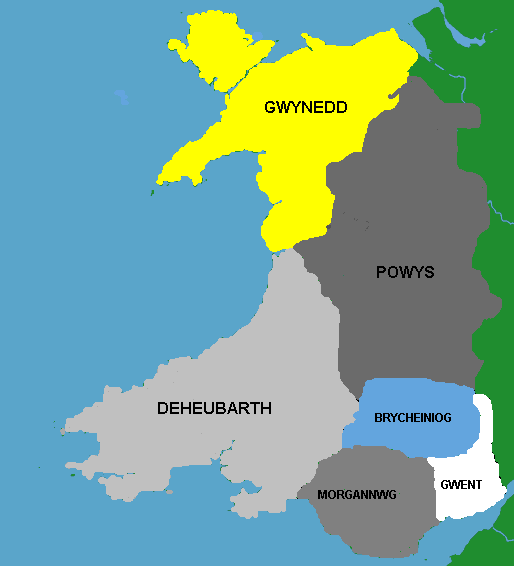
Regni medioevali del Galles

Nacque attorno al 630 da re Nowy Hen ap Arthwyr. Si sa molto poco su di lui. L'unione tra quei due regni durò per tre generazioni.